# Guadalupe Mountains Wilderness
La Guadalupe Mountains Wilderness est une aire protégée américaine située au sein du parc national des Guadalupe Mountains, au Texas. Fondée en 1978, elle protège 189,60 km2 dans les montagnes Guadalupe.